# Safranina
La safranina (també anomenada Safranina O o vermell bàsic 2) és un colorant biològic emprat en citologia i histologia. La safranina s'utilitza com a colorant de contrast en la Tinció de Gram per a proporcionar un color violeta més intens als bacteris Gram+ i tenyir de rosa els bacteris Gram-. També s'utilitza per a la detecció de cartílag, mucina i grànuls de mastòcits.
La safranina té típicament l'estructura química mostrada a la dreta (de vegades anomenada dimetil safranina). També existeix la trimetil safranina, que té un grup metil extra a la posició orto- de l'anell inferior. Ambdós components tenen essencialment les mateixes aplicacions en tincions biològiques, i molts fabricants no els distingeixen. Les preparacions comercials solen tenir una mescla dels dos tipus
La safranina també s'utilitza com a indicador redox en la química analítica.